# QEMU
QEMU（キューエミュ、キューエム）は、Fabrice Bellardが中心となって開発しているオープンソースのTYPEⅡハイパーバイザ（パーソナルコンピュータ用仮想マシン）である。

## 概要
QEMUは機械全体をエミュレーションするシステムエミュレーションと呼ばれる環境と、Linuxのユーザーランドをエミュレーションするユーザーエミュレーションと呼ばれる環境がある。
ユーザーエミュレーション環境は、非特権モードのエミュレーションおよび、Linuxのシステムコール命令をネイティブのシステムコールに変換する。この環境は、組み込み機器のクロスコンパイルや非x86環境でWineを動かすために使用可能である。
システムエミュレーション環境は主にWindowsやLinuxなどのオペレーティングシステム (OS) を動かすことを目的に利用されており、OSの動作確認用としてQEMUを同梱する事がある。携帯電話用プラットフォームAndroidのSDKにも利用されている。同様のプロジェクトにはBochsやPearPCなどがあるがQEMUの特徴として、中間コードを介して動的コンパイルを行うことにより、x86、PowerPC、SPARC、ARMなど多くのホストCPUに対して多くのターゲットCPUを高速にエミュレーション可能である事が挙げられる。x86システムエミュレーション環境に於いてはBIOSの動作環境はBochsと互換である。
かつては、アクセラレータとして、kqemuが用意されていた。バージョン 0.11 で廃止になり、これは KVM になった。kqemu は、QEMUをより速く動作させるモジュールとして提供されていた。kqemuは、x86又はx64（64ビットCPU）をサポートしており、カーネルモードの仮想化モニタとして動作する。これを使用するときには、同様のソフトウエアであるVMware同様、ホストCPUの実行できないコードをターゲットに於いて実行することは出来ない。Linux 2.4 及び 2.6上にて提供されている。FreeBSD並びにWindows NT/2000/2003/XPにおいては、実験的な提供がなされている。この部分はHALを使って書かれたバイナリオブジェクトとサポートされているプラットフォーム用のHALのソースとして提供されており、商業的な配布には制限がある。
QEMUはCPUだけではなく、各種の周辺ハードウェアもエミュレートしている。以下にQEMUが実装しているPC（PC/AT互換機）ハードウェアを示す。
- Intel 440FX host PCI bridge and PIIX3 PCI to ISA bridge
- Intel Q35 and ICH9 Chipset
- Cirrus CLGD 5446 PCI VGA card or dummy VGA card with Bochs VESA extensions (hardware level, including all non standard modes).
- Red Hat QXL VGA or VirtIO GPU
- Simulated VMware SVGA II(Include Bug)
- PS/2のマウスとキーボード
- 2 PCI IDE interfaces with hard disk and CD-ROM support
- SATA Controller
- SCSI Controller
- SAS Controller
- Floppy disk
- ISA network adapters
- Intel E1000 Network Adapter
- Realtek 8139 Network Adapter
- VirtIO Block Storage/SCSI/Network
- シリアルポート
- Creative Sound Blaster 16 サウンドカード
- ENSONIQ AudioPCI ES1370 sound card
- Adlib(OPL2) - Yamaha YM3812 compatible chip
- Intel 82801AA AC97互換サウンドカード
- HD Audioサウンドカード
- CS4231A compatible sound card
- PCI UHCI USB controller and a virtual USB hub.

また、QEMUは-sオプションを指定すればtunデバイスを介してホスト上のGDBと接続、仮想マシンの動作状況を監視できるなど、インサーキット・エミュレータ (ICE) のような使い方も可能である。そのほかに、QEMUは、VNCやSPICEサーバの機能が組み込まれており、この機能により、リモートマシンの制御が可能である。
対応する仮想化支援機能が少なく、VMware、VirtualBoxよりも低速とされる。
macOS向けには、UTM Virtual MachinesというGPU仮想化支援機能までも備えた高速な実装がある。